# Tanyproctus beskindensis
Tanyproctus beskindensis är en skalbaggsart som beskrevs av Edmund Reitter 1902. Tanyproctus beskindensis ingår i släktet Tanyproctus och familjen Melolonthidae. Inga underarter finns listade i Catalogue of Life.